# 神秘山

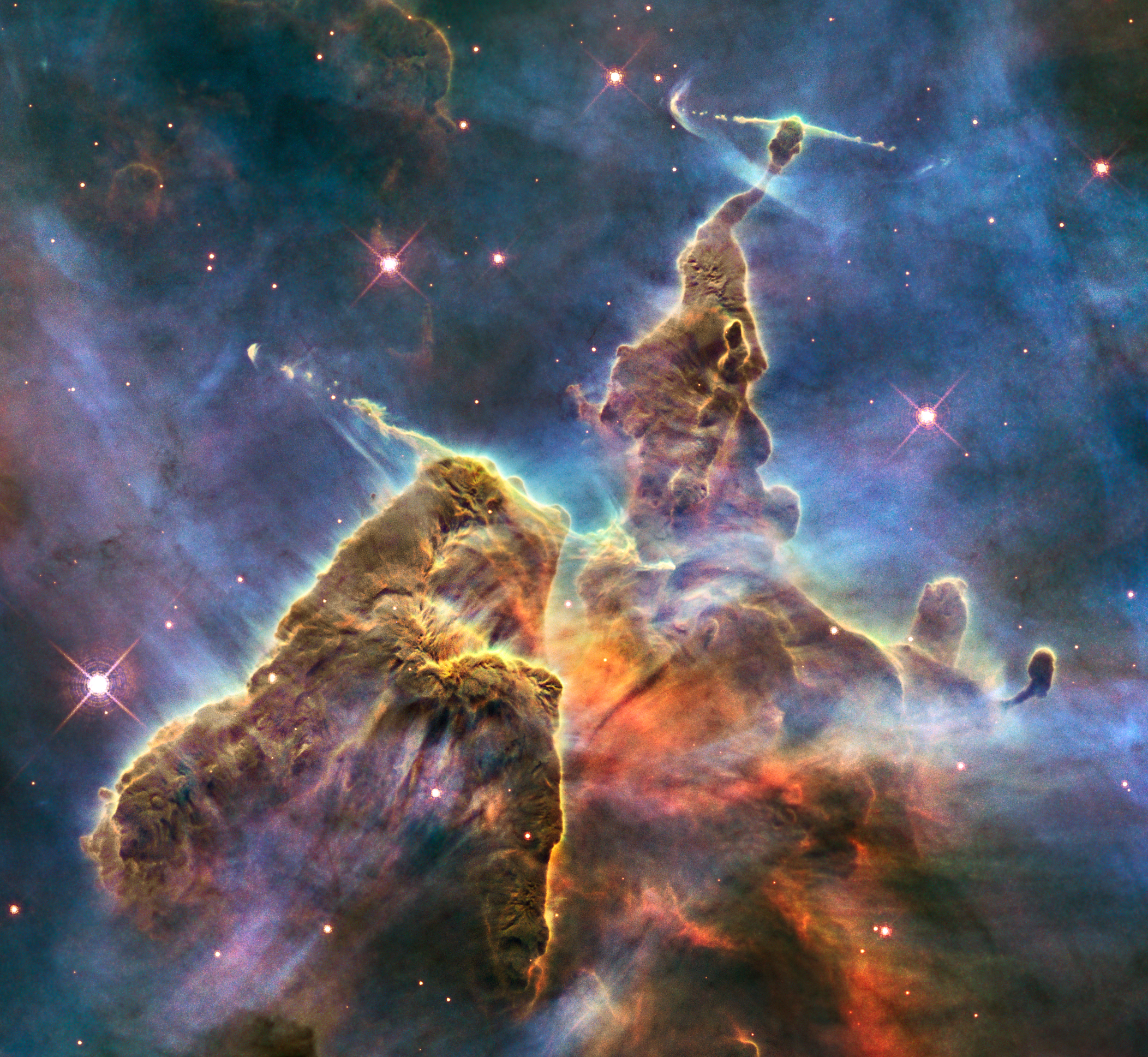
神秘山

神秘山，是由哈勃太空望远镜拍摄的一幅照片，图中有大量五颜六色尘埃和气体，并且形成了崎岖陡峭的柱形结构。

## 简介
哈勃太空望远镜拍摄的一幅照片，尘埃和气体构成五颜六色并且崎岖陡峭的柱形结构，被形象地称之为“神秘山”。为了庆祝哈勃升空20周年，美国宇航局在4月23日公布了这幅照片。这幅照片显示的是船底座星云内因诞生恒星出现的变化。星云中炽热而年轻的恒星不断放射出辐射和带电粒子，从内部影响宇宙云，将其雕刻成各种形状。类似这样的区域物质密集度极高，足以抵抗恒星侵蚀。这幅照片最初刊登在标题为“本周最佳太空图片：神秘山和火星冰”的文章中。